# Тим (река)
Тим (на руски: Тым) е река в Русия, Южен Сибир, Красноярски край и Томска област десен приток на река Об. Дължината ѝ е 950 km, която ѝ отрежда 50-о място по дължина сред реките на Русия.
Река Тим води началото си от крайната югоизточна, гориста (тайга) част на Западносибирската равнина, на 175 m н.в., на вододела с река Енисей, в северозападната част на Красноярския край. По цялото си протежение реката протича през югоизточна част на Западносибирската равнина, в горното течение на запад-северозапад, а в средното и долното – на запад-югозапад. Руслото на Тим изобилства със стотици меандри, изоставени старици, малки езера и блата, а течението е бавно. Влива се отдясно в река Об при нейния 2077 km, на 43 m н.в., при село Уст Тим, Томска област.
Водосборният басейн на Тим обхваща площ от 32 300 km2, което представлява 1,08% от водосборния басейн на река Об. Във водосборния басейн на реката попадат части от териториите на Красноярски край и Томска област.
Границите на водосборния басейн на реката са следните:
- на северозапад и север – водосборните басейни на реките Киевски Йоган и Вах, десни притоци на Об.
- на изток – водосборния басейн на река Енисей;
- на юг – водосборните басейни на река Кет и други по-малки, десни притоци на Об.

Река Кет получава 60 притока с дължина над 10 km, като 5 от тях са с дължина над 100 km:
- 562 ← Ванжил 143 / 2180, при изоставеното селище Ванжилкинак Томска област
- 509 → Поделга 167 / 17700, при изоставеното селище Теделкинак Томска област
- 472 ← Лимбелка 240 / 2150, Томска област
- 319 ← Косес 249 / 3 610, Томска област
- 547 ← Сангилка 335 / 4490, Томска област

Подхранването на река Тим е предимно снежно. Пълноводието на реката е от май до август. Среден годишен отток на 272 km от устието 182 m3/s, в устието – 250 m3/s, което годишно прави 7,9 km3. Замръзва през октомври или началото на ноември, а се размразява в края на април или началото на май.
По течението на реката са разположени около 4 населени места в Томска област – селата: Напас, Молодьожний, Неготка и Уст Тим.
Река Тим е плавателна на 560 km от устието си.